# Hyalinaspis subfasciata
Hyalinaspis subfasciata är en insektsart som först beskrevs av Wilhelm Ferdinand Erichson 1842.  Hyalinaspis subfasciata ingår i släktet Hyalinaspis och familjen rundbladloppor. Inga underarter finns listade i Catalogue of Life.